# نيو ويستمينيستر (كولومبيا البريطانية)
نيو ويستمينيستر (بالإنجليزية: New Westminster)‏ هي مدينة كندية تقع في مقاطعة كولومبيا البريطانية. تبلغ مساحة هذه المدينة 15.4087 (كم²)، ويبلغ عدد سكانها 58549 نسمة حسب إحصاء سنة 2006 م، بينما كان يسكنها 54656 نسمة في سنة 2001 م. تحتل هذه المدينة المرتبة رقم 81 بين مدن كندا حسب عدد السكان والمرتبة رقم 18 في المقاطعة. نما عدد السكان في هذه المدينة بنسبة (7.1) بين العامين المذكورين.

## أعلام
- روبرت لانجلاندس
- رايموند بور
- توماس غيفورد
- راي إدي
- تيري فوكس

## وصلات خارجية
- الأطلس الحكومي لكندا
- إحصاءات كندا مع ساعة تعداد السكان